# Botschaft Guatemalas in Berlin

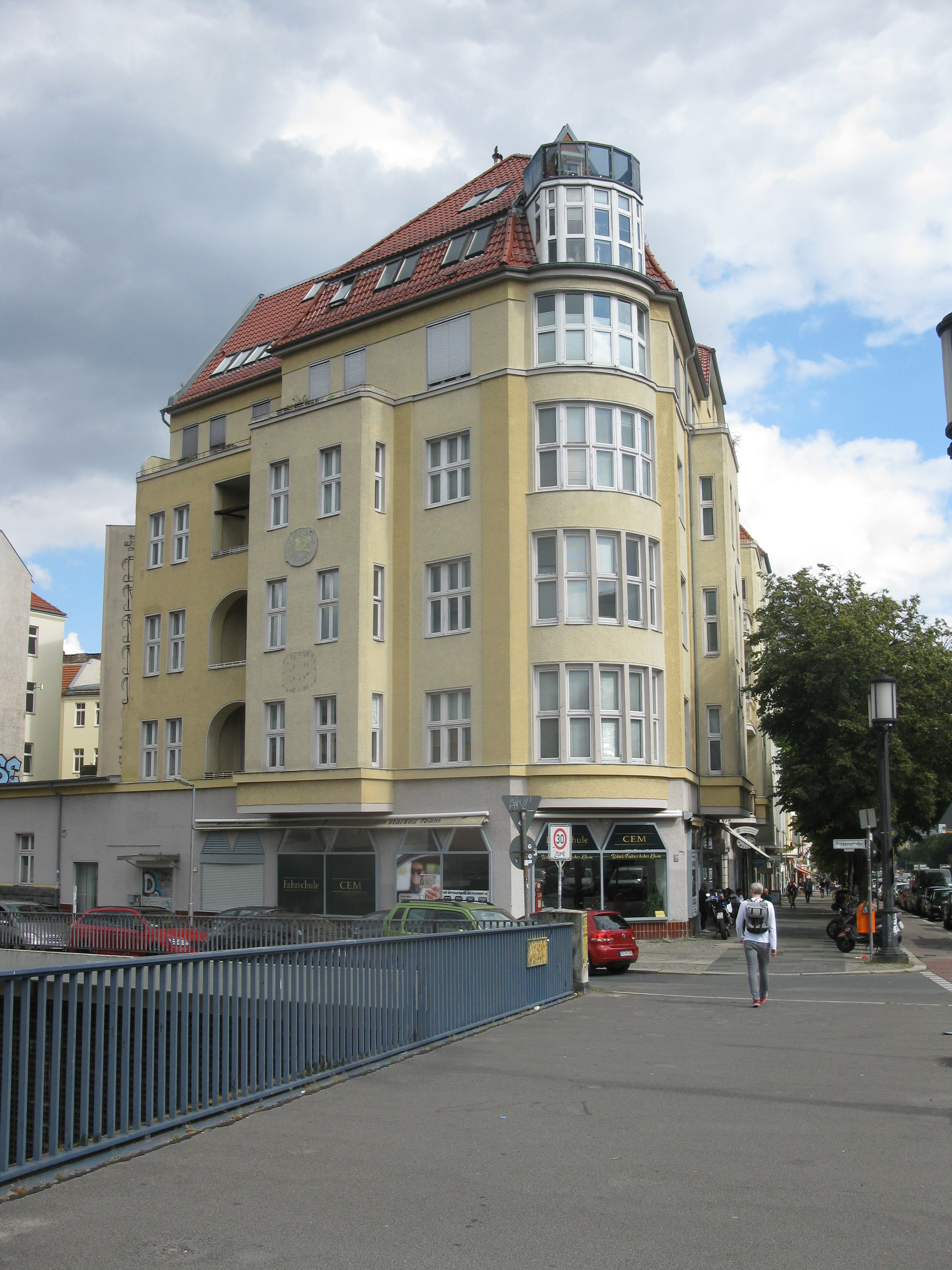
Botschaftssitz Kaiserdamm 20

Die Botschaft Guatemalas in Berlin ist die diplomatische Vertretung der Republik Guatemala in Deutschland. Sie hat ihren Sitz am Kaiserdamm 20 im Ortsteil Charlottenburg des Bezirks Charlottenburg-Wilmersdorf.
Botschafter ist seit dem 1. September 2021 Jorge Alfredo Lemcke Arevalo.
Guatemala unterhält Honorarkonsulate in Düsseldorf, Hamburg und München.

## Geschichte der diplomatischen Beziehungen
Am 9. Oktober 1959 nahmen Guatemala und die Bundesrepublik Deutschland diplomatische Beziehungen auf. Die Botschaft hatte ihren Sitz in der Zietenstraße 16 in Bonn-Bad Godesberg. Wegen des Umzugs von Bundestag und Regierung nach Berlin verlegte auch die Botschaft Guatemalas ihren Sitz im Dezember 2000 in die neue deutsche Hauptstadt, zunächst in die Joachim-Karnatz-Allee 45–47 in Berlin-Moabit. Heute (Stand: 2023) befindet sie sich am Kaiserdamm 20 in Berlin-Charlottenburg.
Zwischen Guatemala und der DDR bestanden keine diplomatischen Beziehungen.

## Botschafter (seit 2011)
- 2011, 10. März: Carlos Humberto Jiménez Licona[5]
- 2016, 8. November: José Francisco Calí Tzay[6]
- 2021, 1. September: Jorge Alfredo Lemcke Arevalo[7]

## Gebäude
Die Botschaft befindet sich in einem fünfgeschossigen Wohn- und Geschäftshaus am Kaiserdamm 20 in Berlin-Charlottenburg.